# Philip Levine

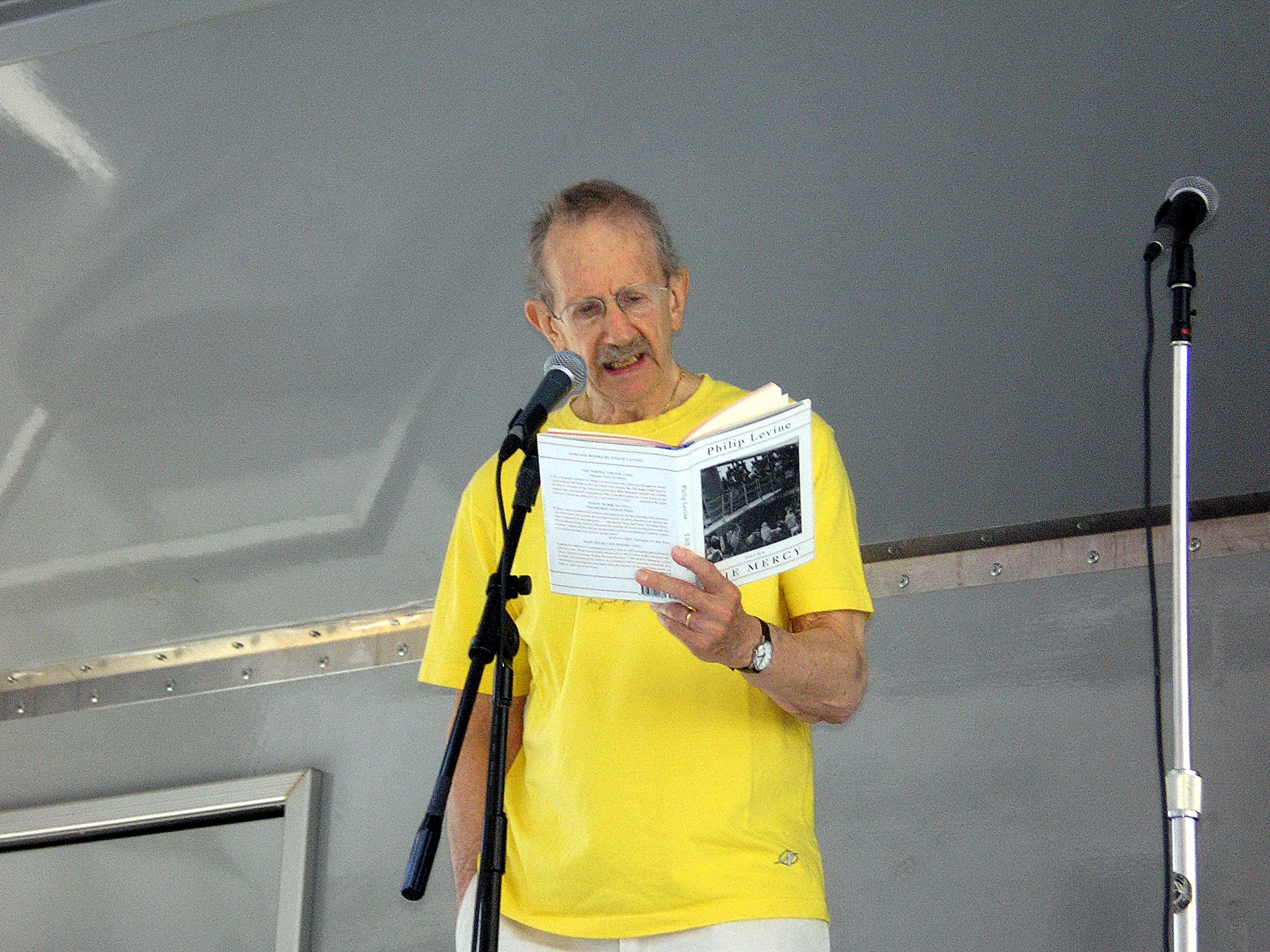
Philip Levine.

Philip Levine (10.8.1900 – 18.10.1987) là nhà huyết học miễn dịch người Mỹ đã phát hiện nhóm máu MN, nghiên cứu lâm sàng về yếu tố Rhesus (Rhesus factor), bệnh tiêu máu của trẻ sơ sinh (Hemolytic disease of the newborn, HDN) và việc truyền máu. Ông đã đoạt giải nghiên cứu Y học lâm sàng Lasker-DeBakey năm 1946 cho công trình nghiên cứu nói trên.

## Cuộc đời và Sự nghiệp
Ông là người gốc Ba Lan sinh tại Nga. Gia đình ông di cư sang New York, Hoa Kỳ khi ông lên 8 tuổi.
Năm 1939 khi làm việc ở Bệnh viện Newark Beth Israel, New Jersey, Philip Levine và Rufus E. Stetson đã công bố công trình khám phá của họ về một gia đình đã có một trẻ sơ sinh trong năm 1937 bị chết vì bệnh tiêu máu của trẻ sơ sinh (hemolytic disease of the newborn). Việc công bố này là lần gợi ý đầu tiên cho biết là một người mẹ có thể tạo ra các kháng thể ở nhóm máu do Alloimmunity cho các hồng cầu của bào thai.

## Thời biểu sự nghiệp tóm tắt
- 1923 - Đậu bằng bác sĩ Đại học Cornell
- 1925 - Phụ tá của Karl Landsteiner ở Viện Rockefeller, New York, Hoa Kỳ
- 1932 – Nghiên cứu về vật ăn vi khuẩn ở Đại học Wisconsin–Madison
- 1935 – Làm việc như một nhà vi sinh học và nhà huyết thanh học ở Bệnh viện Newark Beth Israell, New Jersey, Hoa Kỳ
- 1944 - Levine bắt đầu một trung tâm nghiên cứu nhóm máu ở Quỹ nghiên cứu Ortho, Raritan, New Jersey

## Giải thưởng và Vinh dự
- 1946: giải nghiên cứu Y học lâm sàng Lasker-DeBakey chung với Karl Landsteiner và Alexander Wiener cho công trình nghiên cứu của họ về yếu tố Rhesus, HDN và việc truyền máu
- 1951: Giải Passano
- 1969: Hội Bệnh lý học lâm sàng Hoa Kỳ (The American Society of Clinical Pathologists, vt. là ASCP) bắt đầu lập ra một giải thưởng nghiên cứu lâm sàng đặt tên là "giải Philip Levine" để vinh danh ông